# Christopher Masterson
Pour les articles homonymes, voir Masterson.
Christopher Masterson, né le 22 janvier 1980 à Long Island, est un acteur et disc jockey américain.
Il est surtout connu pour son rôle dans la série Malcolm, où il incarne Francis, le frère aîné de la famille.

## Biographie
Il fait ses premiers pas à 8 ans à la télévision américaine en coanimant l'émission What'z up?. Il multiplie ensuite les petits rôles : on a pu le voir notamment dans Scary Movie 2, Le Mariage de mon meilleur ami... Il apparaît aussi très brièvement dans le film Tenacious D : The Pick of Destiny[réf. nécessaire] ou dans American History X.
Comme ses frères et sœurs, il est un membre de la scientologie, qu'il a rejointe enfant,.
Son frère, Danny Masterson, est aussi acteur et a joué dans la série That '70s Show, au côté d'Ashton Kutcher.
Sa demi-sœur, Alanna Masterson, est, comme ses deux demi-frères, actrice. Elle est surtout connue pour jouer Tara dans la série The Walking Dead depuis 2013. Christopher a été en couple pendant 8 ans avec l'actrice Laura Prepon qu'il a rencontrée sur le plateau de That `70s Show. En 2007, Laura et Christopher mettent un terme à leur relation après 8 ans de vie commune.
Le 25 juin 2019, il épouse l'actrice Yolanda Pecoraro. En 2021, elle a donné naissance à une fille prénommée Chiara.

## Filmographie

### Cinéma

#### Longs métrages
- 1992 : Singles, de Cameron Crowe ... Steve à 10 ans
- 1992 : Les Petites Canailles (Mamma ci penso io), de Ruggero Deodato ... Danny Morris
- 1995 : L'Île aux pirates (Cutthroat Island), de Renny Harlin ... Bowen
- 1996 : The Sunchaser, de Michael Cimino ... Jimmy Reynolds
- 1997 : Le Mariage de mon meilleur ami (My Best Friend's Wedding), de P.J. Hogan ... Scotty O'Neal
- 1997 : Petits cauchemars entre amis (Campfire Tales), de Matt Cooper, Martin Kunert et David Semel ... Eric (segment "The Campfire")
- 1998 : American History X, de Tony Kaye ... Daryl Dawson
- 1998 : Girl, de Jonathan Kahn ... Richard
- 2000 : Cœur de dragon 2: Un nouveau départ (Dragonheart : A New Beginning), de Doug Lefler (Vidéo) ... Geoffrey
- 2001 : Scary Movie 2, de Keenen Ivory Wayans ... Buddy
- 2001 : Strange Frequency, de Mary Lambert et Bryan Spicer (Téléfilm) ... Todd (segment "My Generation")
- 2003 : Wuthering Heights, de Suri Krishnamma (Téléfilm) ... Edward
- 2005 : Waterborne, de Ben Rekhi ... Zach
- 2006 : Intellectual Property, de Nicholas Peterson (en) ... Paul
- 2007 : The Art of Travel, de Thomas Whelan ... Conner Layne
- 2008 : Faits l'un pour l'autre (Made for Each Other) , de Daryl Goldberg ... Dan

#### Courts métrages
- 1997 : Ecce Pirate, de Matthew Modine
- 2001 : Nice Guys Finish Last, de Robert B. Martin Jr. ... Billy
- 2002 : Hold On, de Glenn Ripps
- 2007 : The Masquerade, de Natalia Garcia ... Ken
- 2010 : Impulse, de Scott Beck, Bryan Woods ... David

### Télévision
- 1988 : Hiroshima Maiden, de Joan Darling (Téléfilm) ... Timmy Bennett
- 1988 : Murphy Brown, créée par Diane English ... Avery jeune
- 1994 : The Road Home ... Sawyer Matson
- 1994 : What'z up? (Émission TV) ... Coprésentateur
- 1994 : Docteur Quinn, femme médecin, créée par Beth Sullivan (Saison 2, Épisode 21) ... Lewis Bing
- 1995 : Mad TV (Saisons 10, Épisode 7)
- 1996 : The Client (Épisode 13) ... Tommy Powers
- 1997 : Les Anges du bonheur (Touched by an Angel), créée par John Masius (Saison 4, Épisode 4) ... Doc
- 1998 : Millenium, créée par Chris Carter (Saison 2, Épisode 20) ... Landon Bryce
- 1998 : Le Caméléon (The Pretender), créée par Steven Long Mitchell et Craig W. Van Sickle (Saison 2, Épisode 12) ... Chris Conti
- 2000-2006 : Malcolm (Malcolm in the Middle), créée par Linwood Boomer (Saisons 1 à 7) ... Francis
- 2001 : Ondes de choc (Strange Frequency) (Episode 6) ... Todd
- 2002 : Dead zone, créée par Michael & Shawn Piller (Saison 1, Épisode 3) ... Todd Paley
- 2002 : That '70s Show, créée par Mark Brazill, Bonnie Turner et Terry Turner (Saison 4, Épisodes 18 et 19) ... Todd
- 2011 : FBI : Duo très spécial, créée par Jeff Eastin (en) (Saison 3, Épisode 2) ... Josh Roland
- 2011 : CollegeHumor Originals, créée par Jeff Eastin (en) (2 Épisodes) ... The Whizzer
- 2012 : Men at Work, créée par Matthew Pollock (en) (Saison 1, Épisode 5) ... Archie
- 2014 : Haven, créée par Scott Shepherd, (Saison 5, Épisode 7 et 8) ... Morgan Gardener

### En tant que producteur
- 2006 : Intellectual Property, de Nicholas Peterson (en)